# Microdon cylindricus
Microdon cylindricus là một loài thực vật có hoa trong họ Huyền sâm. Loài này được E. Mey. mô tả khoa học đầu tiên.